# David Hewlett
David Ian Hewlett (n. 18 aprilie 1968, Redhill, Anglia, Regatul Unit) este un actor, regizor și scenarist canadiano-englez. Este cunoscut pentru rolul Dr. Rodney McKay din franciza Stargate, a mai interpretat pe Grant Jansky în serialul TV canadian Traders (1996–2000) și David Worth în filmul canadian psihologic de groază Cubul (1997). A apărut în filmul de groază Pin (1988) și în filmele science-fiction Scanners II: The New Order (1991) și Planeta maimuțelor: Invazia (2011).

## Filmografie

### Filme
| An   | Titlu                                     | Rol                        | Note                |
| ---- | ----------------------------------------- | -------------------------- | ------------------- |
| 1987 | The Darkside                              | Chuckie                    |                     |
| 1988 | Pin                                       | Leon                       |                     |
| 1989 | The Penthouse                             | Joe Dobson                 | Film TV             |
| 1989 | Dead Meat                                 |                            |                     |
| 1990 | Where the Heart Is                        | Jimmy                      |                     |
| 1990 | Deep Sleep                                | Terry                      |                     |
| 1990 | Desire and Hell at Sunset Motel           | Deadpan Winchester         |                     |
| 1991 | Scanners II: The New Order                | David Kellum               |                     |
| 1991 | The First Circle                          | 'Ruska' Rostislav          | Film TV             |
| 1992 | A Savage Christmas: The Fall of Hong Kong | Walter Jenkins             |                     |
| 1992 | Quiet Killer                              | Myles Chapman              |                     |
| 1992 | Split Images                              | Gary Hammond               | Film TV             |
| 1993 | Blood Brothers                            | Detectiv Trayne            |                     |
| 1993 | The Boys of St. Vincent: 15 Years Later   | Steven Lunney, age 25      |                     |
| 1996 | Joe's Wedding                             | Rob Fitzgerald             |                     |
| 1997 | Cube                                      | David Worth, the Architect |                     |
| 1997 | On the 2nd Day of Christmas               | Mel                        | Film TV             |
| 1997 | Elevated                                  | Hank                       | Scurtmetraj         |
| 1997 | Bad Day on the Block                      | Andrew                     |                     |
| 1998 | Clutch                                    | Martyn                     |                     |
| 1998 | Milkman                                   | Martin/Soldier's           | Voce                |
| 1999 | Survivor                                  | Le médecin                 | Film TV             |
| 1999 | The Life Before This                      | Nick                       |                     |
| 1999 | Blind                                     | The Victim                 | Scurtmetraj         |
| 1999 | Autoerotica                               | Gord                       | Scurtmetraj         |
| 1999 | Amateur Night                             | D.J.                       | Scurtmetraj         |
| 2001 | Chasing Cain                              | Bud                        |                     |
| 2001 | And Never Let Her Go                      | Gerry Capano               | Film TV             |
| 2001 | The Triangle                              | Gus Gruber                 | Film TV             |
| 2001 | Century Hotel                             | Michael                    |                     |
| 2001 | Treed Murray                              | Murray                     | aka Get Down        |
| 2002 | Made In Canada, Volume 1: Best of the CFC | Himself                    |                     |
| 2002 | Cypher                                    | Virgil Dunn                |                     |
| 2002 | Father Lefty                              | Father Gregory             | Film TV             |
| 2003 | Nothing                                   | Dave                       | Poveste scrisă      |
| 2003 | Foolproof                                 | Lawrence Yeager            |                     |
| 2003 | Friday Night                              | Roger                      | Scurtmetraj         |
| 2004 | Boa vs. Python                            | Dr. Steven Emmett          |                     |
| 2004 | Ice Men                                   | Bryan                      |                     |
| 2004 | Darklight                                 | Anders Raeborne            | Film TV             |
| 2006 | A Dog's Breakfast                         | Patrick                    | Regizor și scriitor |
| 2008 | Helen                                     | Frank                      |                     |
| 2009 | Splice                                    | William Barlow             |                     |
| 2010 | The Whistleblower                         | Fred Murray                |                     |
| 2011 | Rise of the Planet of the Apes            | Hunsiker                   |                     |
| 2011 | Morlocks                                  | Dr. Radnor                 | Film TV             |
| 2011 | Rage of the Yeti                          | Mills                      | Regizor             |
| 2013 | Haunter                                   | Olivia's Father            |                     |
| 2014 | Debug                                     | —                          | Regizor             |
| 2017 | The Shape of Water                        | Fleming                    |                     |
| 2019 | Midway                                    | Husband E. Kimmel          |                     |
| 2019 | Lie Exposed                               | Brian                      |                     |
| 2021 | Nightmare Alley                           | Dr. Elrood                 |                     |
| 2022 | The Swearing Jar                          | Bill                       |                     |
| 2024 | A Thousand Cuts                           |                            |                     |
| 2024 | Levels                                    | Oliver                     |                     |

### Televiziune
| An        | Titlu                                       | Rol                           | Note                                                   |
| --------- | ------------------------------------------- | ----------------------------- | ------------------------------------------------------ |
| 1984      | The Edison Twins                            | Howard                        | Episodul: "The Delinquent"                             |
| 1988      | Friday the 13th: The Series                 | Cal                           | Episodul: "Tales of the Undead"                        |
| 1988      | My Secret Identity                          | Rock                          | Episodul: "A Walk on the Wild Side"                    |
| 1987      | Night Heat                                  | Gil                           | Episodul: "Simon Says"                                 |
| 1988–1989 | T. and T.                                   | Detectiv Jones/Ronnie         | Episodes: "Black and White" & "Thicker Than White"     |
| 1990      | The Campbells                               | Captain Henderson / Ned Kane  | Episodes: "And in the Spring" & "Live by the Sword"    |
| 1988–1994 | Street Legal                                | Dave Lister / Tim Woolrich    | Episodes: "Murder by Video" & "Persons Living or Dead" |
| 1991–1992 | Katts and Dog                               | The Strangler                 | 3 episoade                                             |
| 1992      | Forever Knight                              | Matthew Reed                  | Episodul: "Dead Air"                                   |
| 1992–1993 | Beyond Reality                              | Tom                           | 2 episoade                                             |
| 1993      | Shining Time Station                        | Ted Typo                      | 2 episoade                                             |
| 1993      | Tropical Heat (AKA Sweating Bullets)        | Gleason                       | Episodul: "Object of Desire"                           |
| 1993–1996 | Kung Fu: The Legend Continues               | Dr. Nicholas Elder            | 13 episoade                                            |
| 1994      | Monster Force                               | Lance McGruder (voce)         | 13 episoade                                            |
| 1996–2000 | Traders                                     | Grant Jansky                  | 73 episoade                                            |
| 1999      | Twice in a Lifetime                         | Mr. Green                     | Episodul: "O'er the Ramparts We Watched"               |
| 2001      | ER                                          | Mr. Schudy                    | Episodul: "Never Say Never"                            |
| 2001–2007 | Stargate SG-1                               | Dr. Rodney McKay              | 7 episoade                                             |
| 2003      | Mutant X                                    | Hector Friemark               | Episodul: "The Taking of Crows"                        |
| 2004      | Without a Trace                             | Fred Watkins                  | Episodul: "Hawks and Handsaws"                         |
| 2004      | The District                                | Frederick                     | Episodul: "Family Values"                              |
| 2004–2009 | Stargate: Atlantis                          | Dr. Rodney McKay              | 100 episoade                                           |
| 2009      | The Closer                                  | FBI Special Agent Jerry Moore | Episodul: "Walking Back the Cat"                       |
| 2010–2011 | Hellcats                                    | Dr. Thurston Eagan            | 2 episoade                                             |
| 2011      | Stargate: Universe                          | Dr. Rodney McKay              | Episodul: "Seizure"                                    |
| 2013      | Darknet                                     | Lewis                         | Episodul: "Darknet 1"                                  |
| 2013      | State of Syn                                | Aslin Kane                    | 6 episoade                                             |
| 2015–2016 | Dark Matter                                 | Talbor Calchek                | 4 episoade                                             |
| 2016      | Suits                                       | Nathan Burnes                 | Episodul: "Back on the Map"                            |
| 2016      | Incorporated                                | Chad Peterson                 | 4 episoade                                             |
| 2016–2017 | Murdoch Mysteries                           | Dilbert Dilton                | 2 episoade                                             |
| 2019      | Hudson & Rex                                | Nelson Dwyer                  | Episodul: "Man of Consequence"                         |
| 2021      | Clarice                                     | Anthony Herman                | 5 episoade                                             |
| 2021      | Departure                                   | Bill Ratch                    | Recurring role (season 2)                              |
| 2021      | Private Eyes                                | Earl Baer                     | Episodul: "Drop Dead Carny"                            |
| 2021–2022 | See                                         | Tormada                       | Guest role (season 2), main role (season 3)            |
| 2022      | Guillermo del Toro's Cabinet of Curiosities | Masson                        | Episodul: "Graveyard Rats"                             |